# البلد (جريدة لبنانية)
البلد وتُعرف أحيانا باسم صدى البلد هي صحيفة يومية ناطقة باللغة العربية في لبنان حيث يقع مقرها الرسمي في العاصمة بيروت.

## التاريخ
نٌشرت البلد لأول مرة في 15 كانون الأول/ديسمبر 2003 حيث كانت مملوكة حينها بالكامل لشركة الوسيط الدولية. فيما تخصصت إحدى دور النشر في لبنان في توزيعها يوميا في مختلف بقاع البلد. أول شخص شغل منصب رئيس التحرير داخل الجريدة هو شربل بشارة ذو التوجه الليبرالي.
بدأت صحيفة البلد مطلع عام 2010 توزيع نُسخٍ وطبعات لها باللغة الفرنسية. بالإضافة إلى الأقسام التقليدية تم إضافة ورقة معنونة بقسم الحياة حيث تهتم بالأخبار الرياضية والأخبار الحياتية وما إلى ذلك.

## الانتشار
في دراسة أُجريت عام 2006 من قِبل شركة آرا المتخصصة في مثل هذه الإحصائيات على حوالي 2500 جريدة؛ وجدت الشركة أن البلد تستحوذ بما نسبته 18.3% مما يقرأه اللبنانيين من جرائد وصحف، كما خلصت نفس الدراسة إلى أن الجريدة يُفضلها الشباب أكثر من غيرهم ابتداءا من 15 فما فوق. خلال نفس الدراسة تبين أيضا أن الورقة الثانية الأكثر شعبية في لبنان بعد جريدة النهار هي ورقة البلد أو ورقة صدى البلد. قامت إبسوس هي الأعرى بدراسة عام 2006 كشفت أن البلد لديها أكبر نسبة من المشتركين بمعدل 23.88 مقابل 2.6% فقط للنهار. عادت نفس المنظمة ببحث جديد عام 2009 فكشفت على أن البلد تقع ضمن الصحف الخمس الأكثر شعبية في بيروت. نجاح الصحيفة لم يقتصر على شقه الورقي فقط بل تعداه للعالم الافتراضي حيث أكدت التحليلات أن موقع صحيفة البلد الموقع الأكثر زيارة عام 2010 في منطقة الشرق الأوسط وشمال أفريقيا.